# محمد إسماعيل ظافر
الأستاذ الدكتور محمد بن إسماعيل بن محمد ظافر (9 أكتوبر 1934 - 31 يوليو 2015) أستاذ التربية الإسلامية والمناهج العميد المؤسس لكلية التربية بالمدينة المنورة (توسعت لتصبح جامعة طيبة حالياً) وعميد كلية التربية بجامعة أم القرى بمكة المكرمة وعضو هيئة التدريس بجامعة الملك عبد العزيز بجدة ووكيل الجامعة الإسلامية بالمدينة المنورة ومؤسس والمشرف العام على مدارس دار التربية الإسلامية النموذجية بالمدينة المنورة.

## النشأة
ولد محمد إسماعيل ظافر في المدينة المنورة في غرة شهر رجب للعام 1353 للهجرة الموافق التاسع من أكتوبر 1934م.

## حفظه للقرآن الكريم وشغفه باللغة العربية
حفظ القرآن الكريم كاملاً ولله الحمد في سن مبكرة على يد بعض من مشائخ الأزهر وحفظه للقرآن الكريم وللعديد من الأحاديث النبوية الشريفة زاد شغفه وتعلقه باللغة العربية مما سهل حفظه لألفية ابن مالك كاملة. ويعتبر من القلائل الذين يجيدون إعراب القرآن الكريم كاملاً. ومن العلوم التي من الله عليه بها علم المواريث والذي أخذه على يد كبار علماء الأزهر في نهاية الأربعينيات الميلادية من القرن الماضي. وأثر هذا الحب العميق للقرآن الكريم واللغة العربية في كافة أبحاثه وأعماله الأكاديمية اللاحقة حيث ارتكز بشكل كبير على تعاليم الدين الإسلامي الحنيف في التربية والتعليم عامة وتعليم القرآن الكريم واللغة العربية خاصة.

## الرحلات الدراسية
1. تخرج من المعهد العلمي السعودي في عام 1374هـ 1955م
2. حصل على درجة الإجازة (الليسانس) في اللغة العربية وآدابها والدراسات الإسلامية وعلومها من كلية دار العلوم جامعة القاهرة في العام 1379هـ - 1959م
3. حصل على درجة الدبلوم العامة في التربية من جامعة عين شمس بالقاهرة صيف عام 1380هـ يونيو 1960م
4. حصل على درجة الماجستير في التربية في المناهج والتعليم الثانوي صيف عام 1388هـ الموافق 1968م من جامعة ميتشجن بالولايات المتحدة الأمريكية
5. حصل على درجة الدكتوراه في التربية في المناهج والتعليم الثانوي من جامعة ميتشجن بالولايات المتحدة الأمريكية وقد نوقشت رسالة الدكتوراه في الرابع عشر من شوال للعام 1391هـ الحادي عشر من سبتمبر 1971م والتي حملت العنوان (تقصي العوامل التي تشجع على الالتحاق أو عدم الالتحاق في برامج إعداد معلمي التعليم الثانوي في كليات التربية بالمملكة العربية السعودية)

## الوظائف والمناصب
تقلد الدكتور محمد إسماعيل ظافر العديد من المناصب قبل وبعد رحلته العلمية للولايات المتحدة الأمريكية ومنها
- صدر قرار تعيينه في وزارة المعارف آنذاك (وزارة التعليم حالياً) على المرتبة الرابعة على وظيفة خبير تعليم وعمل مفتش قسم (موجهاً) بمنطقة تعليم نجد (الرياض حاليا) في 1380/4/25هـ
- اختير عميداً مساعداً للتفتيش الفني على نفس المرتبة بديوان الوزارة (التوجيه والإشراف التربوي حاليا) 1381/7/1هـ
- رقي في 1386/1/14هـ إلى وظيفة كبير مفتشين بوزارة المعارف آنذاك
- عين عضواً في هيئة التدريس في جامعة الملك عبد العزيز في 1391/12/25هـ نقلاً من وزارة المعارف
- اختير على وظيفة خبير للتعليم بوزارة المعارف بطلب منها في 1392/1/28هـ على المرتبة الثانية في ذلك الوقت
- عاد بعد ذلك إلي جامعة الملك عبد العزيز في 1394/1/1هـ طلباً من كلية التربية بمكة المكرمة أستاذاً مساعداً في أول تصنيف لأعضاء هيئة التدريس في جامعة الملك عبد العزيز
- اختير وكيلاً لكلية التربية بمكة المكرمة لفترتين متتاليتين من 1392هـ حتى 1396هـ ثم كلف عميداً لنفس الكلية حتى 1396/11/11هـ
- اختير عميداً مؤسساً لكلية التربية بالمدينة المنورة بناء على الأمر الملكي في 1397/3/12هـ واستمر في عمادة فرع جامعة الملك عبد العزيز بالمدينة المنورة حتى 1405/5/20هـ
- رقي أستاذاً مشاركاً بجامعة الملك عبد العزيز في 1398/8/11هـ
- نقل من جامعة الملك عبد العزيز أستاذاً مشاركاً بالجامعة الإسلامية في 1402/5/21هـ حيث كلف بتأسيس أول قسم للتربية بكلية الدعوة وأصول الدين
- ترقى إلى درجة أستاذ (بروفسور) في الجامعة الإسلامية في 1406/8/19هـ
- أحيل للتقاعد أخيراً أستاذاً متفرغاً في 1413/7/1هـ
- يملك ويدير حالياً مدارس دار التربية الإسلامية بقسميها البنين والبنات وتعتبر من أقدم المدارس الأهلية النموذجية بمنطقة المدينة المنورة والتي تأسست في العام 1405هـ

## الأنشطة العلمية
شارك في العديد من من المجالس العلمية والتعليمية في جامعة الملك عبد العزيز جامعة أم القرى والجامعة الإسلامية وأشرف على العديد من الرسائل العلمية لدرجتي الماجستير والدكتوراه وفي العديد من المؤتمرات واللقاءات التربوية بخاصة والجامعية بعامة. كما كان له شرف الاشتراك مع نخبة من بعض الأساتذة المختصين في أسس المناهج لتأليف كتب ومناهج اللغة العربية للمرحلة الابتدائية بواقع 23 مؤلفاً إلى جانب 25 عملاً تربوياً منه المنشور وغير المنشور ويعمل حالياً على إعادة وفحص ما كتب من بحوث إلى جانب المشروع الرئيس وهو الدليل الشامل لمعلم القرآن والتربية الإسلامية بعد نجاحه في تدريس اللغة العربية جنباً إلى جنب مع الأستاذ يوسف الحمادي

## الكتب، البحوث والدراسات العلمية

### الكتب المنشورة
- أساليب تدريس التربية الإسلامية، الطبعة رقم 1 عام 1985م الناشر : دار المريخ للنشر والمكتبة الأزهرية للتراث
- التدريس في اللغة العربية، الطبعة رقم 1 عام 1984م الناشر : دار المريخ للنشر والمكتبة الأزهرية للتراث

### البحوث المنشورة والتي قدمت إلى مؤسساتها العلمية
- مشروع تجهيز المدارس، دراسة مقدمة لوزارة المعارف، بحث منشور في العدد الثاني لمجلة كلية التربية بمكة المكرمة في جمادى الثانية 1396هـ
- مشروع مناهج اللغة العربية في التعليم الثانوي بحث مشترك مع آخرين في العام 1392 هـ، اللجنة الفرعية للتعليم وكان دوره إلى جانب رئاسة اللجنة: صياغة الأهداف والوسائل ومنهج القراءة
- مشروع تعليم القرآن الكريم في مدارس تعليم القرآن المختصة، بحث منشور في مجلة جامعة الملك عبد العزيز العدد الثاني
- مشروع تعليم القرآن الكريم، في المنهج المحوري، بحث مقدم للمؤتمر الأول للتعليم الإسلامي
- تقديم أول دراسة لتطبيق نظام الوحدات الدراسية، الساعات المعتمدة في كلية التربية بجامعة الملك عبد العزيز بمكة المكرمة لجميع التخصصات العلمية والأدبية مع المحاور التربوية والنفسية
- دراسة عن نظام الساعات المعتمدة ومسئولية عضو هيئة التدريس في كلية التربية، العدد الأول من مجلة الكلية في شوال 1395هـ
- كلية التربية في 25 عاماً، جمعاً وإعداداً وتحريراً ودراسة لتاريخ كليتي التربية والمعلمين ابتداء من عام 1372هـ إلى أن أصبحت باسم كلية التربية بمكة المكرمة
- دراسة أولية لإنشاء وتأسيس وحدة البحوث والمعلومات في جامعة الملك عبد العزيز بمكة المكرمة
- دراسة لمشروع توظيف الطالب – المدرس ( في فترة التربية العملية ) واحتساب مدة التدريب في الخدمة قبل النشر في العدد الثالث من مجلة كلية التربية بمكة المكرمة
- توصيات لجنة مخطط جامعة الملك عبد العزيز في مكة المكرمة (أصبحت الآن جامعة أم القرى)
- صياغة دراسة لمشروع المدارس التجريبية أو النموذجية الملحقة بكليات التربية، ورقة عمل لتوضيح الخطوط الرئيسية للمدارس التجريبية
- الخطوط العريضة في تطبيق المنهج المحوري حول التربية الإسلامية في التعليم العام والجامعي مع إعطاء أنموذج للتجربة في التعليم الابتدائي، بحث منفرد ومقدم للمؤتمر الأول للتعليم الإسلامية في صفر 1397هـ
- ترجمة رسالة الدكتوراه إلى اللغة العربية مع تلخيص وإضافات نشرت في سجل المؤتمر الأول لإعداد المعلمين في المملكة العربية السعودية عام 1394هـ
- تاريخ ونشأة كلية التربية في مكة المكرمة، بحث منشور في مجلة كلية التربية بمكة، العدد الثاني جمادى الثانية 1396هـ
- دليل كلية التربية في المدينة المنورة ( أول دليل ) فترة إنشائها وتأسيسها يوضح فيه رسم سياسة الكلية وأهدافها والتخطيط لمستقبلها
- تاريخ ونشأة كلية التربية في المدينة المنورة، بحث منشور في مجلة رسالة التربية
- التخطيط لإنشاء برامج الدراسات التربوية لإعداد المعلمين في مركز الجامعة بجدة، بحث منشور
- دراسة استطلاعية لآراء أساتذة وعمداء كليات التربوية حول تأسيس مجلة التربية الإسلامية، العدد الأول
- مؤسس ورئيس تحرير مجلة التربية الإسلامية، صدر العدد الأول فقط
- مؤسس ورئيس تحرير مجلة رسالة التربية، أصدر العددين : الأول والثاني
- رئيس تحرير مجلة كلية التربية في مكة المكرمة، أصدر العدد الثاني
- أسهم في تأليف كتب اللغة العربية للمرحلة الابتدائية بتكليف من وزارة المعارف 22 كتابا مع كتاب المعلم ابتداء من الصف الأول وحتى الصف السادس، ولا تزال تدرس في مدارس البنين والبنات فيما عدا الصف الأول الذي تغير أكثر من مرة
- برامج ومناهج كليات التربية في دول الخليج وبعض دول العالم، دراسة مقارنة بتكليف من مكتب التربية العربي لدول الخليج 1406هـ
- الدراسات الإسلامية في مناهج كلية التربية بالمدينة المنورة، مؤلف منفرد، 1400هـ
- التدريس في اللغة العربية مؤلف مشترك 1404هـ
- أهداف التعليم الابتدائي والمتوسط بين النظرية والتطبيق، بحث مقدم لوزارة المعارف، الرياض، 1404هـ
- المعلم، وإعداد الإنسان الصالح، بحث مقدم لجمعية المعلمين الكويتية عام 1408هـ

### البحوث التي تحت الإجراء والطبع
- السلم التعليمي من المنطلق الإسلامي، بحث مقدم إلى مؤتمر نحو تربية إسلامية، عمان، الأردن، وقدم معدلا للرئاسة العامة للتعليم البنات بالمملكة العربية السعودية
- دليل المعلم إلى تدريس القرآن الكريم والتربية الإسلامية، دروس وتدريبات
- إعداد دروس وتدريبات تعليم القرآن الكريم
- مناهج إعداد معلم القرآن الكريم والتربية الإسلامية واللغة العربية
- تأصيل مناهج البحث في التربية الإسلامية والمناهج
- تقويم نظام المقررات الدراسية ( نظام الساعات المعتمدة )
- قراءات ودراسات في التربية الإسلامية
- الكلية الجامعة والحلقة المفقودة بين التعليم الثانوي والتعليم الجامعي سلم القسم الأول لجامعة طيبة في 1425/6/18هـ

## النشاط العلمي والتربوي
- في وزارة المعارف من 1380هـ إلى 1385هـ
- في جامعة الملك عبد العزيز بمكة المكرمة من عام 1392هـ إلى 1397هـ والتي قام بها بفضل من الله بتبني وتأسيس ثلاثة أقسام تربوية هي : قسم التربية وقسم علم النفس التربوي، وقسم المناهج بعد أن ظل قسم التربية وعلم النفس القسم التربوي الوحيد في كلية التربية منذ تأسيسها .كما قام بفضل الله بتأسيس قسمي التربية الفنية والتربية البدنية لإعداد معلمي هذين التخصصين . قدم مذكرة للمؤتمر الأول لإعداد المعلمين في المملكة العربية السعودية والذي اقترحه في رسالة الدكتوراه وعقد في مكة المكرمة في صفر 1394هـ وشُكِّلَ وَفْدُ الجامعة برئاسته . قام بتحرير وكتابة تاريخ تأسيس كلية التربية ( المعلمين ) في مكة المكرمة بمناسبة مرور 25 عاما علي تأسيسها والاحتفال بها في رجب 1396هـ وتشرف بتسليم ( خادم الحرمين الشريفين فهد بن عبد العزيز آل سعود ) نائب الملك، سمو ولي العهد ( الأمير فهد ) الدكتوراه الفخرية الممنوحة من الجامعة لسموه في يوم السبت 6 رجب 1396هـ. وأسهم في تطبيق نظام الدراسة الجديد «نظام الوحدات الدراسية، الساعات المعتمدة» والعمل علي تقويمه منذ أن كان فكرة في ربيع الآخر 1392هـ إلى أن أصبح حقيقة واقعة، وأول من صاغه علي مستوي الجامعة للمرحلة الجامعية الأولي والدراسات العليا . قدم أول مشروع للدراسات العليا في كلية التربية بمكة المكرمة
- في جامعة الملك عبد العزيز الفرع الجديد بالمدينة المنورة من 1397/3/26هـ إلى 1405/5/20هـ وتشرف بأن يختار أول عميد مؤسس لكلية التربية في المدينة المنورة لفترتين متتاليتين من 1397/3/26هـ إلى نهاية شهر ربيع الآخر 1403هـ. وكان عضو مجلس جامعة الملك عبد العزيز عميداً للكلية، ثم مندوباً عنها حتى يوم 1405/5/20هـ. وكان عضو المجلس الأعلى لجامعة الملك عبد العزيز عميداً للكلية منذ عام 1397هـ حتى شهر جمادى الأولى عام 1403هـ وعضو المجلس العلمي منذ تأسيسه بجامعة الملك عبد العزيز عن قطاع العلوم التربوية وحتى يوم 1405/5/20هـ و رئيس قسم التربية الإسلامية والمناهج بكلية التربية منذ تأسيسه حتى نهاية العام الدراسي 1403هـ . وقدترك كلية التربية بالمدينة عام 1405هـ وفيها بحمد الله اثنا عشر قسما علميا لإعداد المعلمين والمعلمات وفيها أنشأ الدراسات العليا في العلوم التربوية والنفسية وطرق تدريس العلوم المختلفة . أنشأ ولأول مرة في تاريخ كليات التربية بالمملكة نظام التفرغ لجزئي المكثف للمعلمين والمعلمات، كما فتح باب القبول للدراسة في الدبلوم العامة لإعداد المعلمين والمعلمات.
- في الجامعة الإسلامية بالمدينة المنورة منذ 1405/5/21هـ وحتى نهاية جمادي الآخرة لعام 1413هـ. أستاذاً مشاركاً حتى يوم 1406/8/18هـ ورئيساً مؤسساً لقسم التربية في كلية الدعوة وأصول الدين وأستاذاً منذ يوم 1406/8/19هـ وإلى أن تقاعد. وتشرف بتقديم مشروع تأسيس شعبة التربية في قسم الدراسات العليا، وقد تم بتوفيق الله. وأخيراً الإشراف على الدورات التدريبية للمعلمين والمدرسين في الجامعة الإسلامية منذ عام 1405هـ وحتى الآن.

## من الرسائل العلمية التي أشرف عليها
- القدوة وأثرها في التعليم والتعلم في منهج التربية الإسلامية (دكتوراه) الباحث: طارق بن عبد الله بن عبد القادر حجار
- المنهج الإسلامي في توجيه دراسة العلوم الكونية مع دراسة تحليلية وتطبيقية لمناهج بعض العلوم الكونية في مرحلة التعليم الثانوي في المملكة (دكتوراه) الباحث: صالح إيشان بن عبد الرحيم
- برامج ومناهج علوم التربية الإسلامية في مرحلة التعليم الثانوي في المملكة العربية السعودية (دكتوراه) الباحث: حسن بن عمر بن محمد البيتي
- مفهوم الحرية في التربية بين الشرع والوضع (دكتوراه) الباحث: علي بن إبراهيم بن عبد الرحمن الزهراني
- مناهج السيرة النبوية والتاريخ الإسلامي في مراحل التعليم العام في المملكة العربية السعودية (دكتوراه) الباحث: محمد بن بكر حسن كمال

## السفر والرحلات العلمية
سافر إلى العديد من الدول والبلدان العربية والأجنبية لحضور المؤتمرات والندوات العلمية والتربوية والجامعية وكل ما له علاقة بالتطوير الأكاديمي والتربوي. كما سافر في عدة رحلات للدعوة مع الشيخ العلامة محمد متولي الشعراوي رحمه الله إلى عدد من الدول الأوروبية. وقد كان للسفر دور كبير في تطوير فكره بما يتناسب مع الشريعة الإسلامية مستفيداً من خبرات وتجارب تلك البلدان في التطوير التعليمي والتربوي على حد سواء. وقد بلغ مجموع الدول التي زارها 56 دولة.

## أهم الشخصياتالتي عاصرها أو رافقها
- معالي الدكتور محمد بن عبده يماني
- معالي الدكتور عبدالله بن عمر نصيف
- سماحة العلامة الشيخ محمد متولي الشعراوي

## أسرته
له من البنات ثلاث يعملن جميعهن في مجال التعليم أسوة بوالدهم، ومن الأبناء خمس.

## الوفاة
انتقل إلى جوار ربه في يوم الجمعة الخامس عشر من شهر شوال للعام 1436 هـ الموافق الحادي والثلاثين من شهر يوليو للعام 2015 م بالمدينة المنورة.